# Copa Heineken 2004-05
La temporada 2004-2005 de la Copa Heineken fue la 10.ª edición de la máxima competición continental del rugby europeo. En esta edición de nuevo fueron 24 los equipos participantes, divididos en 6 grupos de 4, para afrontar la primera fase de la competición, la fase de grupos. Tras las 6 jornadas correspondientes a esta primera fase, los primeros de cada grupo y los 2 mejores segundos se clasificaron para disputar los cuartos de final, a partidos único, las semifinales y la final. 
En esta 10.ª edición del torneo participaron 6 equipos franceses, 7 ingleses, 4 galeses, 3 irlandeses, 2 italianos y 2 escoceses.

## Fase de liguillas
| \| GRUPO 1 \| |                    |        |      |      |      |      |               |               |      |      |
| | Equipo             | Puntos | Jug. | Vic. | Emp. | Der. | Bonus Ensayos | Bonus Derrota | Ens+ | +/-  |
| 1 | Biarritz Olympique | 22     | 6    | 5    | 0    | 1    | 2             | 0             | 20   | +71  |
| 2 | Leicester Tigers   | 19     | 6    | 4    | 0    | 2    | 2             | 1             | 24   | +78  |
| 3 | London Wasps       | 16     | 6    | 3    | 0    | 3    | 2             | 2             | 21   | +36  |
| 4 | Rugby Calvisano    | 0      | 6    | 0    | 0    | 6    | 0             | 0             | 10   | -185 |
| Ens+ son ensayos a favor. +/- es la diferencia de puntos anotados a favor y en contra. Victoria = 4 puntos. Empate = 2 puntos. Los puntos de bonus se dan por anotar 4 ensayos o más, y por perder por 7 puntos o menos. |                    |        |      |      |      |      |               |               |      |      |
| GRUPO 1 |                    |        |      |      |      |      |               |               |      |      |

| \| GRUPO 2 \| |                  |        |      |      |      |      |               |               |      |      |
| | Equipo           | Puntos | Jug. | Vic. | Emp. | Der. | Bonus Ensayos | Bonus Derrota | Ens+ | +/-  |
| 1 | Leinster Rugby   | 26     | 6    | 6    | 0    | 0    | 2             | 0             | 33   | +157 |
| 2 | Bath Rugby       | 15     | 6    | 3    | 0    | 3    | 1             | 2             | 15   | +27  |
| 3 | Benetton Treviso | 14     | 6    | 3    | 0    | 3    | 2             | 0             | 14   | -45  |
| 4 | CS Bourgoin      | 2      | 6    | 0    | 0    | 6    | 0             | 2             | 9    | -139 |
| Ens+ son ensayos a favor. +/- es la diferencia de puntos anotados a favor y en contra. Victoria = 4 puntos. Empate = 2 puntos. Los puntos de bonus se dan por anotar 4 ensayos o más, y por perder por 7 puntos o menos. |                  |        |      |      |      |      |               |               |      |      |
| GRUPO 2 |                  |        |      |      |      |      |               |               |      |      |

| \| GRUPO 3 \| |                    |        |      |      |      |      |               |               |      |     |
| | Equipo             | Puntos | Jug. | Vic. | Emp. | Der. | Bonus Ensayos | Bonus Derrota | Ens+ | +/- |
| 1 | Stade Toulousain   | 24     | 6    | 5    | 0    | 1    | 3             | 1             | 21   | +77 |
| 2 | Northampton Saints | 21     | 6    | 5    | 0    | 1    | 1             | 0             | 11   | +27 |
| 3 | Llanelli Scarlets  | 12     | 6    | 2    | 0    | 4    | 3             | 2             | 15   | -25 |
| 4 | Glasgow Warriors   | 2      | 6    | 0    | 0    | 6    | 0             | 2             | 11   | -79 |
| Ens+ son ensayos a favor. +/- es la diferencia de puntos anotados a favor y en contra. Victoria = 4 puntos. Empate = 2 puntos. Los puntos de bonus se dan por anotar 4 ensayos o más, y por perder por 7 puntos o menos. |                    |        |      |      |      |      |               |               |      |     |
| GRUPO 3 |                    |        |      |      |      |      |               |               |      |     |

| \| GRUPO 4 \| |                   |        |      |      |      |      |               |               |      |      |
| | Equipo            | Puntos | Jug. | Vic. | Emp. | Der. | Bonus Ensayos | Bonus Derrota | Ens+ | +/-  |
| 1 | Munster Rugby     | 22     | 6    | 5    | 0    | 1    | 1             | 1             | 12   | +47  |
| 2 | Castres Olympique | 16     | 6    | 3    | 1    | 2    | 2             | 0             | 16   | +36  |
| 3 | Ospreys Rugby     | 14     | 6    | 3    | 0    | 3    | 1             | 1             | 11   | +20  |
| 4 | Harlequins        | 3      | 6    | 0    | 1    | 5    | 0             | 1             | 7    | -103 |
| Ens+ son ensayos a favor. +/- es la diferencia de puntos anotados a favor y en contra. Victoria = 4 puntos. Empate = 2 puntos. Los puntos de bonus se dan por anotar 4 ensayos o más, y por perder por 7 puntos o menos. |                   |        |      |      |      |      |               |               |      |      |
| GRUPO 4 |                   |        |      |      |      |      |               |               |      |      |

| \| GRUPO 5 \| |                   |        |      |      |      |      |               |               |      |     |
| | Equipo            | Puntos | Jug. | Vic. | Emp. | Der. | Bonus Ensayos | Bonus Derrota | Ens+ | +/- |
| 1 | Newcastle Falcons | 21     | 6    | 5    | 0    | 1    | 1             | 0             | 10   | +9  |
| 2 | Perpignan         | 15     | 6    | 3    | 0    | 3    | 2             | 1             | 15   | +26 |
| 3 | Newport Dragons   | 15     | 6    | 3    | 0    | 3    | 2             | 1             | 17   | +25 |
| 4 | Edinburgh Rugby   | 7      | 6    | 1    | 0    | 5    | 1             | 2             | 10   | -60 |
| Ens+ son ensayos a favor. +/- es la diferencia de puntos anotados a favor y en contra. Victoria = 4 puntos. Empate = 2 puntos. Los puntos de bonus se dan por anotar 4 ensayos o más, y por perder por 7 puntos o menos. |                   |        |      |      |      |      |               |               |      |     |
| GRUPO 5 |                   |        |      |      |      |      |               |               |      |     |

| \| GRUPO 6 \| |                  |        |      |      |      |      |               |               |      |     |
| | Equipo           | Puntos | Jug. | Vic. | Emp. | Der. | Bonus Ensayos | Bonus Derrota | Ens+ | +/- |
| 1 | Stade Français   | 23     | 6    | 5    | 0    | 1    | 3             | 0             | 20   | +89 |
| 2 | Gloucester Rugby | 14     | 6    | 3    | 0    | 3    | 1             | 1             | 14   | +16 |
| 3 | Ulster Rugby     | 13     | 6    | 3    | 0    | 3    | 0             | 1             | 5    | -51 |
| 4 | Cardiff Blues    | 7      | 6    | 1    | 0    | 5    | 0             | 3             | 8    | -54 |
| Ens+ son ensayos a favor. +/- es la diferencia de puntos anotados a favor y en contra. Victoria = 4 puntos. Empate = 2 puntos. Los puntos de bonus se dan por anotar 4 ensayos o más, y por perder por 7 puntos o menos. |                  |        |      |      |      |      |               |               |      |     |
| GRUPO 6 |                  |        |      |      |      |      |               |               |      |     |

## Playoffs
Los 6 equipos que acabaron primeros de grupo se clasificaron para cuartos de final, además de los 2 equipos que acabaron en segunda posición con más puntos. Los equipos que jugaron como locales fueron los que más puntos consiguieron, o en caso de empate se aplicó el criterio de ensayos a favor o diferencia entre puntos anotados y encajados. En las semifinales se aplicó el mismo criterio para decidir qué equipo jugaba como local. La final se disputó el 22 de mayo del año 2005 en el estadio de Murrayfield en Edimburgo ante 51.326 espectadores. Toulouse se coronó por tercera vez como Campeón de Europa.
|  | Cuartos de final      | Cuartos de final | Cuartos de final   |          |                       | Semifinales    | Semifinales | Semifinales |  |                    | Final          | Final | Final |  |
|  |                       |                  |                    |          |                       |                |             |             |  |                    |                |       |       |  |
|  |                       |                  |                    |          |                       |                |             |             |  |                    |                |       |       |  |
|  | Bandera de Francia    | Toulouse         | 37                 |          |                       |                |             |             |  |                    |                |       |       |  |
|  | Bandera de Francia    | Toulouse         | 37                 |          |                       |                |             |             |  |                    |                |       |       |  |
|  | Bandera de Inglaterra | Nothampton       | 9                  |          |                       |                |             |             |  |                    |                |       |       |  |
|  | Bandera de Inglaterra | Nothampton       | 9                  |          | Bandera de Inglaterra | Leicester      | 19          |             |  |                    |                |       |       |  |
|  |                       |                  |                    |          | Bandera de Inglaterra | Leicester      | 19          |             |  |                    |                |       |       |  |
|  |                       |                  | Bandera de Francia | Toulouse | 27                    |                |             |             |  |                    |                |       |       |  |
|  | Bandera de Irlanda    | Leinster         | Bandera de Francia | Toulouse | 27                    | 13             |             |             |  |                    |                |       |       |  |
|  | Bandera de Irlanda    | Leinster         |                    |          |                       |                |             |             |  |                    |                |       |       |  |
|  | Bandera de Inglaterra | Leicester        | 29                 |          |                       |                |             |             |  |                    |                |       |       |  |
|  | Bandera de Inglaterra | Leicester        | 29                 |          |                       |                |             |             |  | Bandera de Francia | Stade Français | 12    |       |  |
|  |                       |                  |                    |          |                       |                |             |             |  | Bandera de Francia | Stade Français | 12    |       |  |
|  |                       |                  | Bandera de Francia | Toulouse | 18                    |                |             |             |  |                    |                |       |       |  |
|  | Bandera de Francia    | Stade Français   | Bandera de Francia | Toulouse | 18                    | 48             |             |             |  |                    |                |       |       |  |
|  | Bandera de Francia    | Stade Français   |                    |          |                       |                |             |             |  |                    |                |       |       |  |
|  | Bandera de Inglaterra | Newcastle        | 8                  |          |                       |                |             |             |  |                    |                |       |       |  |
|  | Bandera de Inglaterra | Newcastle        | 8                  |          | Bandera de Francia    | Stade Français | 20          |             |  |                    |                |       |       |  |
|  |                       |                  |                    |          | Bandera de Francia    | Stade Français | 20          |             |  |                    |                |       |       |  |
|  |                       |                  | Bandera de Francia | Biarritz | 17                    |                |             |             |  |                    |                |       |       |  |
|  | Bandera de Francia    | Biarritz         | Bandera de Francia | Biarritz | 17                    | 19             |             |             |  |                    |                |       |       |  |
|  | Bandera de Francia    | Biarritz         |                    |          |                       |                |             |             |  |                    |                |       |       |  |
|  | Bandera de Irlanda    | Munster          | 10                 |          |                       |                |             |             |  |                    |                |       |       |  |
|  | Bandera de Irlanda    | Munster          | 10                 |          |                       |                |             |             |  |                    |                |       |       |  |
|  |                       |                  |                    |          |                       |                |             |             |  |                    |                |       |       |  |

| Bandera de Francia       |
| Campeón Stade Toulousain |
| Tercer título            |